# Retzian-(Nd)
Il retzian-(Nd) è un minerale.